# Miquel Porter i Moix: La república de la llibertat i el bon humor
Miquel Porter i Moix: La república de la llibertat i el bon humor és un documental dirigit per Anastasi Rinos, estrenat el 2018. Coproducció de Televisió de Catalunya i Mallerich Films Paco Poch, amb el suport de l'Institut Català de les Empreses Culturals.

## Argument
Documental sobre una figura clau de la història recent de Catalunya, el professor, historiador, crític, músic i humanista Miquel Porter i Moix, retratat en el marc d'un espai que representa bona part de la tasca i la filosofia de Porter: la universitat.
Cada espai de la seu central de la Universitat de Barcelona representa les facetes de la seva figura i, sobretot, el que el va moure sempre: l'amor per les persones.
Els seus inicis al negoci familiar com a llibreter, la seva aportació cultural com a cofundador d'Els Setze Jutges i el Teatre Viu o la Coordinadora Cinematogràfica Catalana, la seva labor com a professor i historiador cinematogràfic, la seva aportació política, la seva vida familiar... Aquest recorregut a través de la seva vida serà conduït pels qui van ser partícips i protagonistes d'aquesta República que encara avui és present.